# Vlastenečtí kněží
Vlastenečtí či pokrokoví kněží (resp. šířejí duchovní) bylo komunistické pojmenování pro kněze otevřeně spolupracující s československým komunistickým režimem, z hlediska tehdejší komunistické moci proto byli pokrokovými. Katolíci sami je označovali jakožto odpadlé nebo odpadlické, nebo o nich přímo mluvili jako o „jidáších“. Moderní katoličtí historikové a autoři termín vlastenecký kněz v tomto významu rovněž běžně používají, ovšem často jej dávají do uvozovek.
Použití termínu je nejednoznačné – v užším pojetí (kterému odpovídá pojetí v tomto článku i většině literatury) šlo pouze o aktivní kolaboranty a páteř níže jmenovaných organizací, v širším tak mohou být označeni všichni jejich členové, včetně pasivního řadového členstva, z něhož velká část byla ke vstupu proti své vůli donucena.
Mimo výše uvedené běžnější použití se pojem vlastenecký kněz používá pro kněze, kteří v 18. a 19. století podporovali národní obrození a vzdělávání v českém jazyce.

## Činnost
Vlastenečtí kněží tvořili páteř nových „katolických“ organizací vznikajících za totality za účasti komunistických orgánů – jednalo se například o Hnutí vlasteneckých kněží, Mírové hnutí katolického duchovenstva a Sdružení katolických duchovních Pacem in terris (dobrovolné aktivní členství v těchto organizacích znamenalo zpravidla automatickou exkomunikaci). Nejznámější z nich byl Josef Plojhar (dlouholetý ministr zdravotnictví v komunistických vládách).
Kredit vlasteneckých kněží (myšleno v užším slova smyslu) byl mezi věřícími celkově velmi nízký, mnoho z nich prožilo svoji kolaboraci v exkomunikaci, pokud z nich byla sejmuta, tak většinou pouze proto, že si to stát vynutil. Často se tak stalo v rozporu s církevními zákony (takže platnost tohoto sejmutí je nejistá). Zejména z počátečních let komunistického režimu jsou známé případy, kdy věřící znemožnili těmto kněžím vstup do kostela a sloužení mše.
Stát vlasteneckým kněžím často umožňoval řídit rozličné církevní činnosti, u nichž jim dozor ani vedení dle kanonického práva nepříslušely, a vynucoval si jejich dosazení do úřadů, kam by se bez tohoto tlaku nikdy nedostali. V některých případech je dokonce do těchto úřadů dosazoval, ačkoliv k tomu neměl právo, a pak si vynucoval legitimizaci tohoto kroku.

## Počty

### Užší význam
Určit skutečný počet vlasteneckých kněží (ve smyslu užšího významu, tj. skutečných kolaborantů) je velmi obtížné. Autoři, kteří se zabývají pronásledování katolické církve v Československu, se shodují na tom, že jich nebylo mnoho, resp. že představovali jen malý zlomek katolického kněžstva.
Balík a Hanuš ve své knize Katolická církev v Československu 1945-1989 uvádějí, že v čase největšího rozmachu Sdružení katolických duchovních Pacem in terris čítala jeho aktivní kolaborantská část asi 90 osob.

### Širší význam
V širším významu můžeme mluvit asi o 1/3 kněží, kteří se stali (ať už dobrovolně či nedobrovolně) členy výše uvedených organizací, většinou však šlo o pasivní členy z donucení, kteří nevyvíjeli prakticky žádnou činnost.
Ustavujícího sjezdu Mírového hnutí katolického duchovenstva v roce 1951 se zúčastnilo asi 1200 kněží a tři biskupové.
Sdružení katolických duchovních Pacem in terris mělo v době svého největšího rozmachu v českých zemích 726 (37 %) kněží. I se započtením Slovenska šlo v případě Pacem in terris asi 1100 duchovních.